# Of the Conduct of the Understanding
Of the Conduct of the Understanding, de John Locke, descreve como pensar clara e racionalmente. É um manual para autodidatas. Ele complementa Some Thoughts Concerning Education de Locke, que explica como educar as crianças. O texto foi publicado pela primeira vez em 1706, dois anos após a morte de Locke, como parte das Posthumous Works of John Locke, de Peter King.